# Tijdstippen
Tijdstippen is een hoorspel van Rudolf Geel. De NCRV zond het uit op zondag 5 mei 1974, van 22:05 uur tot 23:00 uur. De regisseur was Johan Wolder.

## Rolbezetting
- Guus Hoes (Johnnie Rivers)
- Eric Schuttelaar (Abie Young, zijn vriend)
- Wim van den Brink (Tom Bonney)
- Karin Hagen (Alice, zijn vrouw)
- Edda Barends (Jessica, zijn dochter)
- Corry van der Linden (Rose, vriendin van Abie)
- Carry Tefsen (Bernice)
- Jan Borkus (de openbare aanklager)
- Floor Koen (een lid van de jury)

## Inhoud
"Soms is zwijgen goud. Soms is het slechts zelfbeschuldiging. Ik benijd u niet." De aanklager richt zich tot de jury: "Een ongeluk ligt immers voor de hand. Maar het meisje ligt onder de grond en alleen zij weet het antwoord op al onze vragen. En toch dient u te spreken in haar naam, dat is in haar nagedachtenis. Wat blijft van onszelf eigenlijk over als wij gemakkelijk tot vrijspraak oordelen, wanneer van binnen de schuld aan ons knaagt?" Beklaagde is cowboy Johnnie Rivers. Hij wordt ervan verdacht opzettelijk een auto-ongeluk te hebben veroorzaakt, waarbij zijn jeugdvriendin Jessica om het leven is gekomen. We maken de rechtszaak mee, die afgewisseld wordt met flashbacks. Op die manier wordt het verleden in het spel binnengehaald. Ook komt dan aan het licht welke rol de buurman van Johnnie, de vader van Jessica, Tom Bonney, heeft gespeeld. Daardoor krijgen we een klein beetje meer begrip voor de onverklaarbare houding van Johnnie. De jury spreekt ten slotte het onschuldig uit: "Wij achten de verdachte onschuldig, bij gebrek aan bewijs." In de laatste flashback wordt echter onthuld waar de verantwoordelijkheid van Johnnie ligt ten opzichte van dit vreemde auto-ongeluk…